# Dorcadiini
Tribu
Les Dorcadiini Latreille, 1825 sont une tribu de Coléoptères Cérambycidé Lamiinae.

## Liste des genres présents en Europe
In Europe il y a seulement deux genres de Dorcadiini, donc le premier seulement est présent en France,,, tandis que le second est présent dans l'Europe orientale et l'Italie méridionale.
- Dorcadion Dalman, 1817.
  - Dorcadion thessalicum, Pic, 1916
    - Dorcadion thessalicum gioachinoi, Pesarini & Sabbadini, 2007
    - Dorcadion thessalicum pelionense, Breit, 1923
    - Dorcadion thessalicum thessalicum, Pic, 1916
- Neodorcadion Ganglbauer, 1884

Dorcadion diffère de Neodorcadion en ayant le clypéus soudé avec la front, tandis qu'il est divisé par une suture dans ce dernier genre.